# Chlopsidae
Famille
Les Chlopsidae constituent une famille de poissons de l'ordre des Anguilliformes, appelés « fausses murènes ».

## Liste des genres
Selon World Register of Marine Species (30 septembre 2015) :
- genre Boehlkenchelys Tighe, 1992
- genre Catesbya Böhlke & Smith, 1968
- genre Chilorhinus Lütken, 1852
- genre Chlopsis Rafinesque, 1810
- genre Kaupichthys Schultz, 1943
- genre Powellichthys Smith, 1966
- genre Robinsia Böhlke & Smith, 1967
- genre Xenoconger Regan, 1912

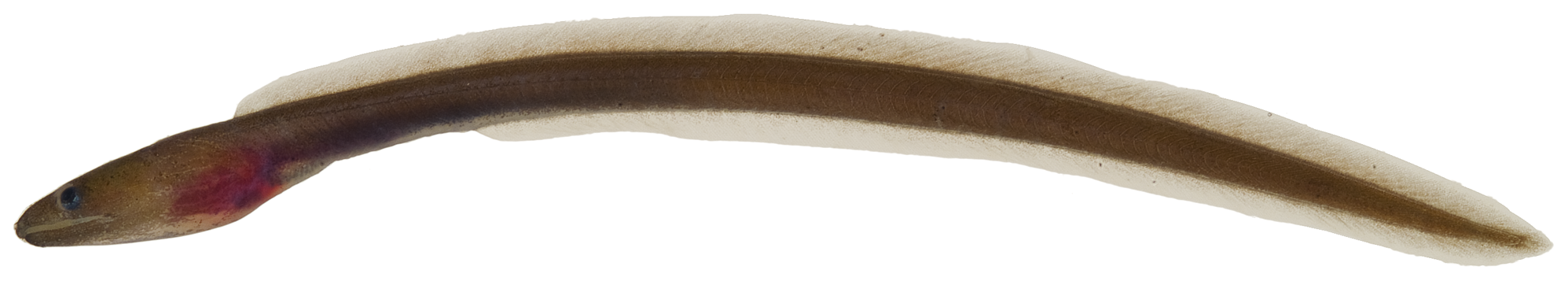
Kaupichthys hyoproroides